# 2020년 6월
| 2020년: 1월 · 2월 · 3월 · 4월 · 5월 · 6월 · 7월 · 8월 · 9월 · 10월 · 11월 · 12월 |

| \| 2020년 6월 1일 (월요일) \| \| 편집 \| |  |      |
| 법과 범죄 - 미국에서 조지 플로이드 사망 항의시위와 관련하여 40개 도시에서 통행 금지 조치가 내려졌다. - 인하대학교에서 의대생들이 온라인 시험에서 집단으로 부정 행위를 한 사실이 밝혀졌다. 보건 - 코로나바이러스감염증-19 범유행 - 대한민국의 0시 기준 확진자 수가 11,503명으로 집계되었다. 전날 0시 대비 35명이 늘었다. - 아르메니아의 니콜 파시냔(Nikol Pashinyan) 총리가 감염증 검사에서 양성 반응을 보였다. - 홍콩 당국이 감염증 유행을 이유로 오는 6월 4일 30주년을 맞는 1989년 톈안먼 사건(천안문 사건) 추모 시위를 금지하였다. 관련 집회 불허는 30년 만에 처음이다. |  |      |
| 2020년 6월 1일 (월요일) |  | 편집 |

| 2020년 6월 1일 (월요일) |  | 편집 |

| \| 2020년 6월 2일 (화요일) \| \| 편집 \|                                                                                      |  |      |
| 보건 - 코로나바이러스감염증-19 범유행 - 대한민국의 0시 기준 확진자 수가 11,541명으로 집계되었다. 전날 0시 대비 38명이 늘었다. |  |      |
| 2020년 6월 2일 (화요일) |  | 편집 |

| 2020년 6월 2일 (화요일) |  | 편집 |

| \| 2020년 6월 3일 (수요일) \| \| 편집 \| |  |      |
| 과학과 기술 - 미국의 항공우주기업인 스페이스X가 케이프커내버럴 공군기지에서 스타링크(Starlink) 위성시스템 구축에 필요한 위성 60 개를 지구 저궤도에 추가 발사하는데 성공하였다. 스타 링크는 위성 인터넷 시스템으로, 2018년 발사된 시험 위성 2대를 포함하여 지금까지 482대의 위성이 궤도에 올려졌다. 보건 - 코로나바이러스감염증-19 범유행 - 대한민국의 0시 기준 확진자 수가 11,590명으로 집계되었다. 전날 0시 대비 49명이 늘었다. 재해 - 2020년 북인도양 사이클론: 사이클론 니사르가(Nisarga)의 북상으로 인도 서부의 마하라슈트라주, 구자라트주의 저지대 주민 10만여 명에 대한 대피령이 내려졌다. - 2019년 리지크레스트 지진: 미국 캘리포니아주 가록 폴트(Garlock Fault)에서 모멘트 규모 5.5의 지진이 발생하였다. 이번 지진은 지난 해 발생한 지진의 여진으로 알려졌다. |  |      |
| 2020년 6월 3일 (수요일) |  | 편집 |

| 2020년 6월 3일 (수요일) |  | 편집 |

| \| 2020년 6월 4일 (목요일) \| \| 편집 \| |  |      |
| 국제 관계 - 남북 관계: 조선민주주의인민공화국은 대한민국 비무장 지대(DMZ)지역에서 이루어지는 대북 전단지(삐라) 살포에 대하여 경고하였다. 사회 - 미국 버지니아주는 리치먼드에 위치한 로버트 E. 리 장군의 동상을 철거하기로 결정하였다. 리 장군은 남부 연합의 총사령관으로 미국 남북 전쟁(1861년~1865년)에 참전한 바 있다. 보건 - 코로나바이러스감염증-19 범유행 - 대한민국의 0시 기준 확진자 수가 11,629명으로 집계되었다. 전날 0시 대비 39명이 늘었다. - 세네갈에서 통행 금지 시간을 단축하고, 지역 봉쇄를 완화하기로 하였다. 사고 - 대한민국 충청남도 태안군 근흥면 마도 방파제 인근에서 버려진 소형 보트가 발견되었다. - 노릴스크 경유 유출 사고: 러시아의 블라디미르 푸틴 대통령은 5월 29일 발생한 사고와 관련하여 비상사태를 선언하였다. 사회 - 1989년 중화인민공화국에서 톈안먼 사건(천안문 사건)이 발생한지 31주년이다. 홍콩 당국은 감염증 유행을 이유로 집회를 금지하였으나, 빅토리아 공원 등지에서 희생자를 추모하는 촛불 시위가 진행되었다. |  |      |
| 2020년 6월 4일 (목요일) |  | 편집 |

| 2020년 6월 4일 (목요일) |  | 편집 |

| \| 2020년 6월 5일 (금요일) \| \| 편집 \| |  |      |
| 보건 - 코로나바이러스감염증-19 범유행 - 대한민국의 0시 기준 확진자 수가 11,668명으로 집계되었다. 전날 0시 대비 39명이 늘었다. - 미국 뉴욕주는 지난 3월 11일 이후 처음으로 감염증 사망자가 발생하지 않았다고 밝혔다. - 영국의 사망자 수가 4만여 명을 넘어섰다. 정치와 선거 - 2020년 미국 대통령 선거 민주당 후보 경선: 조 바이든 전 부통령이 민주당 대선 후보 지명에 필요한 1,991명의 대의원을 확보, 민주당 후보로 공식 확정되었다. |  |      |
| 2020년 6월 5일 (금요일) |  | 편집 |

| 2020년 6월 5일 (금요일) |  | 편집 |

| \| 2020년 6월 6일 (토요일) \| \| 편집 \| |  |      |
| 보건 - 코로나바이러스감염증-19 범유행 - 대한민국의 0시 기준 확진자 수가 11,719명으로 집계되었다. 전날 0시 대비 51명이 늘었다. 누적 검사 횟수가 1,005,305회로 집계, 100만 건이 넘어섰다. - 바티칸 시국은 마지막 환자가 회복하였으며, 추가 감염증 확진자는 없다고 발표하였다. 정치와 선거 - 중화민국 가오슝시의 한궈위 시장이 소환투표를 통해 탄핵되었다. 중화민국 정치 역사 상 처음이다. 소환투표 결과 전체 유권자 229만 명 중 42.14%인 969,259명이 소환투표에 참여하였다. 이중 유효 투표인 964,141명의 97.4%인 939,090명이 찬성표를, 2.6%인 25,051명이 반대표를 행사하였다. 관련 법에 따르면, 시 전체 유권자 중 25%인 574,996명 이상이 찬성할 경우 파면되는데, 투표 결과에 따라 한궈위 시장은 탄핵된다. |  |      |
| 2020년 6월 6일 (토요일) |  | 편집 |

| 2020년 6월 6일 (토요일) |  | 편집 |

| \| 2020년 6월 7일 (일요일) \| \| 편집 \| |  |      |
| 보건 - 코로나바이러스감염증-19 범유행 - 대한민국의 0시 기준 확진자 수가 11,776명으로 집계되었다. 전날 0시 대비 57명이 늘었다. - 사우디아라비아의 확진자 수가 10만여 명을 넘었다. 법과 범죄 - 조지 플로이드 사망 항의 시위: 영국 브리스틀에서 일어난 관련 시위에서, 시위대가 노예상인 에드워드 콜스턴(Edward Colston)의 동상을 끌어내려 브리스틀 항구(Bristol Harbour)에 내던졌다. 정치와 선거 - 조지 플로이드 사망 사건이 촉발된 미국 미네소타주의 미니애폴리스 시의회가 경찰국 해산 관련 결의안을 통과 시켰다. 제이콥 프레이(Jacob Frey) 시장은 이에 대한 반대 의사를 표명하였다. |  |      |
| 2020년 6월 7일 (일요일) |  | 편집 |

| 2020년 6월 7일 (일요일) |  | 편집 |

| \| 2020년 6월 8일 (월요일) \| \| 편집 \| |  |      |
| 경제와 비즈니스 - 다국적 에너지 기업인 BP가 전 세계 직원의 약 15%에 해당하는 10,000여 명의 인원을 감축하는 안을 발표하였다. 보건 - 코로나바이러스감염증-19 범유행 - 뉴질랜드는 신규 감염자가 더 이상 나오지 않고 있으며, 치료를 받아오던 마지막 환자가 회복하였다고 밝혔다. 저신다 아던 총리는 이와 관련하여 경보 단계를 2단계에서 1단계로 완화, 대부분의 제한을 해제한다고 밝혔다. 다만, 국경 폐쇄는 유지한다. - 대한민국의 0시 기준 확진자 수가 11,814명으로 집계되었다. 전날 0시 대비 38명이 늘었다. 정치와 선거 - 부룬디의 피에르 은쿠룬지자 대통령이 숨졌다. 은쿠룬지자 대통령은 5월 20일 대통령 선거에 불출마하였으며, 후임으로 고른 에바리스 은데이시미예(Évariste Ndayishimiye)가 대통령에 당선됨에 따라, 오는 2020년 8월 퇴임을 앞두고 있었다. |  |      |
| 2020년 6월 8일 (월요일) |  | 편집 |

| 2020년 6월 8일 (월요일) |  | 편집 |

| \| 2020년 6월 9일 (화요일) \| \| 편집 \| |  |      |
| 경제와 비즈니스 - 대한민국의 기업인으로 아이리버의 창립자인 양덕준이 숨졌다. 국제 관계 - 남북 관계: 조선민주주의인민공화국은 핫라인을 포함하여 대한민국과의 모든 연락통로를 폐쇄한다고 밝히고, 향후 추가 조치를 시사하였다. 지난 6월 4일 조선민주주의인민공화국은 대북 전단지(삐라) 살포에 대하여 경고한 바 있다. 보건 - 코로나바이러스감염증-19 범유행 - 대한민국의 0시 기준 확진자 수가 11,852명으로 집계되었다. 전날 0시 대비 38명이 늘었다. |  |      |
| 2020년 6월 9일 (화요일) |  | 편집 |

| 2020년 6월 9일 (화요일) |  | 편집 |

| \| 2020년 6월 10일 (수요일) \| \| 편집 \| |  |      |
| 경제와 비즈니스 - 미국 연방준비제도(FRB, 연준)는 연방공개시장위원회(FOMC) 정례 회의를 통하여, 만장일치로 기존 금리(0.00%~0.25%) 유지를 결정하였다. 현 기준 금리는 지난 3월 15일 인하된 수준이다. 또한 연준은 별도 공개한 점 도표(dot plot, 향후 금리를 전망하는 지표)를 통하여, 오는 2022년까지 장기간 현행 금리 유지를 시사하였다. 그리고 자산 매입을 통한 유동성 공급 확대를 거듭 확인하였다. 4월 29일 정례회의에 이은 금리 동결이다. 보건 - 코로나바이러스감염증-19 범유행 - 대한민국의 0시 기준 확진자 수가 11,902명으로 집계되었다. 전날 0시 대비 50명이 늘었다. 정치와 선거 - 스리랑카의 의회 선거가 감염증 유행과 관련하여 오는 8월 5일로 재차 미루어졌다. 관계 당국은 지난 3월 20일, 당초 4월에 실시 예정이던 선거를, 6월 20일로 연기한 바 있다. 스포츠 - 전미 스톡 자동차 경주 협회(NASCAR, 나스카)는 주최 행사 및 보유 시설에서 아메리카 연합국의 국기(남부연합의 국기)를 금지한다고 밝혔다. |  |      |
| 2020년 6월 10일 (수요일) |  | 편집 |

| 2020년 6월 10일 (수요일) |  | 편집 |

| \| 2020년 6월 11일 (목요일) \| \| 편집 \|                                                                                     |  |      |
| 보건 - 코로나바이러스감염증-19 범유행 - 대한민국의 0시 기준 확진자 수가 11,947명으로 집계되었다. 전날 0시 대비 45명이 늘었다. |  |      |
| 2020년 6월 11일 (목요일) |  | 편집 |

| 2020년 6월 11일 (목요일) |  | 편집 |

| \| 2020년 6월 12일 (금요일) \| \| 편집 \| |  |      |
| 경제와 비즈니스 - 일본의 캐릭터 전문 기업 산리오는 오는 7월 1일 츠지 신타로(辻信太郎, 1927년 ~ ) 사장이 물러나고, 손자인 츠지 도모쿠니(辻朋邦, 1988년 ~) 전무가 회장직을 잇는다고 밝혔다. 1960년 츠지 신타로가 산리오의 전신인 야마나시실크센터(株式会社山梨シルクセンター)를 창업한 이후 처음있는 사장 교체이다. 산리오는 헬로키티 등의 캐릭터 등의 주요 캐릭터를 갖고 있다. 보건 - 코로나바이러스감염증-19 범유행 - 대한민국의 0시 기준 확진자 수가 12,002명으로 집계되었다. 전날 0시 대비 55명이 늘었다. - 대한민국 경기도 안산시 상록구 사동의 사립 유치원 재원생들이 용혈성 요독 증후군(햄버거병) 집단 식중독 증세가 나타났다. 스포츠 - 대한민국의 야구 구단인 한화 이글스가 18게임 연속으로 패배하면서, 지난 1985년 삼미 슈퍼스타즈의 역대 최다 연패와 동률을 기록하였다. 정치와 선거 - 부룬디의 헌법재판소가 6월 8일 숨진 피에르 은쿠룬지자 대통령을 대신하여, 에바리스 은데이시미예(Évariste Ndayishimiye) 대통령 선거 당선자가 가능한 빨리 권력을 승계해야 함을 확인하였다. 이에 따라 은데이시미예 당선인이 며칠 내로 대통령직에 오를 것으로 알려졌다. |  |      |
| 2020년 6월 12일 (금요일) |  | 편집 |

| 2020년 6월 12일 (금요일) |  | 편집 |

| \| 2020년 6월 13일 (토요일) \| \| 편집 \| |  |      |
| 과학과 기술 - 발사 서비스 업체인 로켓 랩(Rocket Lab)이 뉴질랜드에서 일렉트론(Don't Stop Me Now) 로켓을 발사, 소형 인공위성을 목표 궤도에 올렸다. - 미국의 우주 항공 기업 스페이스X에서 팰컨 9 로켓을 이용한 스타링크(Starlink)용 위성 발사에 성공하였다. 6월 3일에 이은 발사 성공으로, 시험 위성 2대를 포함하여 지금까지 542대의 인공위성이 궤도에 올려졌다. 사건 - 중화인민공화국 저장성 타이저우시 원링시에서 탱크로리가 폭발하는 사고가 일어나면서, 20명이 숨지고 172명의 부상자가 발생되었다. 보건 - 코로나바이러스감염증-19 범유행 - 대한민국의 0시 기준 확진자 수가 12,051명으로 집계되었다. 전날 0시 대비 49명이 늘었다. |  |      |
| 2020년 6월 13일 (토요일) |  | 편집 |

| 2020년 6월 13일 (토요일) |  | 편집 |

| \| 2020년 6월 14일 (일요일) \| \| 편집 \| |  |      |
| 보건 - 코로나바이러스감염증-19 범유행 - 가나의 크와쿠 아기예망- 마누(Kwaku Agyemang-Manu) 보건부 장관이 확진 판정을 받았다. - 대한민국의 0시 기준 확진자 수가 12,084명으로 집계되었다. 전날 0시 대비 33명이 늘었다. - 미국 플로리다주 당국은 지자체의 해변 재개방이 이어지면서, 이틀 연속으로 2,000명 이상의 확진자가 발생하였다고 보고하였다. - 이집트에서 1,677명의 신규 확진자가 발생하고 62명이 사망하였다. 보건부는 범유행 이후 가장 높은 수치라고 밝혔다. 사고 - 중화인민공화국 저장성 타이저우시의 원링시에서 유조차 폭발 사고가 발생하였다. 사고로 인하여 최소 19명이 숨지고, 172명 부상을 입었으며, 일부 실종자가 발생한 것으로 알려졌다. 사회 - 모로코의 국영통신사 마그레브 아랍 통신(Maghreb Arabe Press, MAP)에 따르면, 무함마드 6세 국왕이 수도 라바트에서 성공적으로 심장 수술을 마쳤다. 또한 국왕은 2년 전에 프랑스 파리에서 비슷한 수술을 받은적이 있는 것으로 알려졌다. 스포츠 - 대한민국 프로야구단 한화 이글스가 두산 베어스를 7-6으로 꺾고, 18연패로 연패 기록을 끊었냈다. 앞서 한화 이글스는 6월 12일 두산 베어스와의 경기에서 5-2로 패배하면서, 역대 최다 연패 타이 기록인 18연패를 기록한 바 있다. |  |      |
| 2020년 6월 14일 (일요일) |  | 편집 |

| 2020년 6월 14일 (일요일) |  | 편집 |

| \| 2020년 6월 15일 (월요일) \| \| 편집 \| |  |      |
| 보건 - 코로나바이러스감염증-19 범유행 - 전 세계 확진자 수가 800만 명을 넘어섰다. 2019년 12월 31일, 중국 당국이 우한에서의 원인 미상 폐렴 환자 발생을 세계보건기구(WHO)에 보고한지 6개월여 만이다. 누적 확진자 수는 8,008,391명, 사망자 수는 435,856명으로 집계되었다. - 대한민국의 0시 기준 확진자 수가 12,121명으로 집계되었다. 전날 0시 대비 37명이 늘었다. |  |      |
| 2020년 6월 15일 (월요일) |  | 편집 |

| 2020년 6월 15일 (월요일) |  | 편집 |

| \| 2020년 6월 16일 (화요일) \| \| 편집 \| |  |      |
| 국제 관계 - 남북 관계: 조선민주주의인민공화국이 남북공동연락사무소를 폭파했다. 보건 - 코로나바이러스감염증-19 범유행 - 대한민국의 0시 기준 확진자 수가 12,155명으로 집계되었다. 전날 0시 대비 34명이 늘었다. - 온두라스의 후안 오를란도 에르난데스 대통령 및 부인 그리고 보좌진이 감염증 확진 판정을 받았다. - 중화인민공화국 베이징시에서 집단 감염이 발생하였다. 집단 감염의 시발점은 펑타이구의 대형 농수산시장인 신파디(新發地) 도매 시장으로 관련 확진자는 11일 1명을 시작으로 17일 현재 158명이다. 정치와 선거 - 탄자니아의 존 마구풀리 대통령이 오는 10월 선거를 앞두고, 의회를 해산하였다. 탄자니아는 10월 선거에서 대통령 및 의회 의원을 새롭게 선출할 예정이다. |  |      |
| 2020년 6월 16일 (화요일) |  | 편집 |

| 2020년 6월 16일 (화요일) |  | 편집 |

| \| 2020년 6월 17일 (수요일) \| \| 편집 \| |  |      |
| 경제와 비즈니스 - 카자흐스탄의 국부펀드인 삼룩카지나(Samruk-Kazyna)는 국영석유가스회사 카즈무나이가스(KazMunayGas)의 주식 매각이 2022년으로 미루어졌다고 밝혔다. 국제 관계 - 유엔 안전 보장 이사회(안보리)에서 노르웨이, 멕시코, 아일랜드, 인도가 비상임이사국에 선출되었다. 아프리카에 할당된 몫은 지부티와 케냐가 겨루었는데, 3분의 2찬성표를 얻은 쪽이 없어 6월 18일 다시 투표하여 결정한다. 안보리는 상임이사국 5개국과, 2년 임기의 10개 비상임이사국으로 구성되며, 매년 5개국을 새롭게 선출한다. 보건 - 코로나바이러스감염증-19 범유행 - 대한민국의 0시 기준 확진자 수가 12,198명으로 집계되었다. 전날 0시 대비 43명이 늘었다. - 미국의 존스 홉킨스 대학교는 미국의 감염증 사망자 수가 1차 세계 대전 미국 사상자의 수를 넘어섰다고 밝혔다. - 온두라스의 후안 오를란도 에르난데스 대통령이 폐렴 치료 중으로 알려졌다. 보건 당국은 전날 확진된 대통령은 정맥 주사 등으로 치료 중이며, 상태는 양호하다고 밝혔다. 정치와 선거 - 키르기스스탄 의회가 쿠바트벡 보로노프(Kubatbek Boronov) 부총리를 이틀 전(15일) 자진 사퇴한 무함멧칼리 아불가지예프 총리의 후임으로 확인하였다. - 쿡 제도의 헨리 푸나(Henry Puna) 총리가 오는 9월에 물러난다고 밝혔다. 마크 브라운(Mark Brown) 부총리가 뒤를 잇는다. |  |      |
| 2020년 6월 17일 (수요일) |  | 편집 |

| 2020년 6월 17일 (수요일) |  | 편집 |

| \| 2020년 6월 18일 (목요일) \| \| 편집 \| |  |      |
| 국제 관계 - 한일 관계: 대한민국이 일본의 수출규제에 대한 세계무역기구(WTO) 제소 절차를 재개하였다. 이에 대하여 일본의 모테기 도시미쓰 외무상은 유감을 표명하였다. 대한민국 정부는 지난 2019년 9월 11일 해당 건을 제소한 바가 있다. 그러나 그 해 11월 22일 대화 해결을 위해 한일군사정보보호협정(지소미아) 종료 통보(8월 22일)의 효력을 유예하고, 제소 절차를 중단한 바 있다. - 유엔 안전 보장 이사회(안보리)에서 6월 17일 선출된 노르웨이, 멕시코, 아일랜드, 인도에 이어 케냐의 비상임이사국 선출이 확정되었다. 기존의 남아프리카공화국, 도미니카공화국, 독일, 벨기에, 인도네시아는 비상임이사국에서 빠진다. 보건 - 코로나바이러스감염증-19 범유행 - 대한민국의 0시 기준 확진자 수가 12,257명으로 집계되었다. 전날 0시 대비 59명이 늘었다. |  |      |
| 2020년 6월 18일 (목요일) |  | 편집 |

| 2020년 6월 18일 (목요일) |  | 편집 |

| \| 2020년 6월 19일 (금요일) \| \| 편집 \|                                                                                     |  |      |
| 보건 - 코로나바이러스감염증-19 범유행 - 대한민국의 0시 기준 확진자 수가 12,306명으로 집계되었다. 전날 0시 대비 49명이 늘었다. |  |      |
| 2020년 6월 19일 (금요일) |  | 편집 |

| 2020년 6월 19일 (금요일) |  | 편집 |

| \| 2020년 6월 20일 (토요일) \| \| 편집 \| |  |      |
| 국제 관계 - 남북 관계: 조선민주주의인민공화국은 관영 매체인 조선중앙통신사을 통하여 대한민국에 대한 전단지 살포를 예고하였다. 법과 범죄 - 영국 버크셔주의 레딩에 있는 포베리 가든(Forbury Gardens)에서 칼부림이 발생, 최소 3명이 숨졌다. 보건 - 코로나바이러스감염증-19 범유행 - 대한민국의 0시 기준 확진자 수가 12,373명으로 집계되었다. 전날 0시 대비 67명이 늘었다. |  |      |
| 2020년 6월 20일 (토요일) |  | 편집 |

| 2020년 6월 20일 (토요일) |  | 편집 |

| \| 2020년 6월 21일 (일요일) \| \| 편집 \| |  |      |
| 과학과 기술 - 2020년 6월 21일 일식: 중앙아프리카 지역에서 태평양 사이 지역에 금환일식 및 부분일식 현상이 일어났다. 보건 - 코로나바이러스감염증-19 범유행 - 대한민국의 0시 기준 확진자 수가 12,421명으로 집계되었다. 전날 0시 대비 48명이 늘었다. 정치와 선거 - 세르비아에서 의회 선거가 실시되었다. 감염증 유행이후 유럽에서는 처음 실시되는 총선이다. |  |      |
| 2020년 6월 21일 (일요일) |  | 편집 |

| 2020년 6월 21일 (일요일) |  | 편집 |

| \| 2020년 6월 22일 (월요일) \| \| 편집 \| |  |      |
| 경제와 비즈니스 - 애플은 자사 개인용 컴퓨터 제품의 중앙 처리 장치(CPU)를 인텔의 프로세서에서 자사가 개발한 ARM 아키텍처 기반 프로세서로 전환한다고 밝혔다. 애플은 2006년부터 인텔 제품을 사용해왔다. 국제 관계 - 남북관계: 조선민주주의인민공화국은 군사분계선에서 대남 심리전 수단인 확성기 방송 시설을 재설치하는 정황이 발견되었다. 보건 - 코로나바이러스감염증-19 범유행 - 대한민국의 0시 기준 확진자 수가 12,438명으로 집계되었다. 전날 0시 대비 17명이 늘었다. 정치와 선거 - 키리바시에서 대통령 선출을 위한 선거가 실시된다. |  |      |
| 2020년 6월 22일 (월요일) |  | 편집 |

| 2020년 6월 22일 (월요일) |  | 편집 |

| \| 2020년 6월 23일 (화요일) \| \| 편집 \| |  |      |
| 과학과 기술 - 6월 24일부터 실물 운전면허증이 없어도 스마트폰 QR 코드로 운전 자격 및 신원 확인 등이 가능하게되었다. 보건 - 코로나바이러스감염증-19 범유행 - 대한민국의 0시 기준 확진자 수가 12,484명으로 집계되었다. 전날 0시 대비 46명이 늘었다. 재해 - 2020년 오아하카주 지진: 멕시코 오아하카주 태평양 연안에서 규모 7.4의 강진이 발생하여 최소 5명이 사망하고 30명이 부상당하는 사고가 발생하였다. |  |      |
| 2020년 6월 23일 (화요일) |  | 편집 |

| 2020년 6월 23일 (화요일) |  | 편집 |

| \| 2020년 6월 24일 (수요일) \| \| 편집 \| |  |      |
| 경제와 비즈니스 - 일본의 광학기업 올림푸스가 1936년부터 84년간 지속해온 카메라 사업을 접는다. 올림푸스는 관련 사업부문을 분사하여 연말까지 매각할 계획이라고 밝혔다. 보건 - 코로나바이러스감염증-19 범유행 - 대한민국의 0시 기준 확진자 수가 12,535명으로 집계되었다. 전날 0시 대비 51명이 늘었다. 정치와 선거 - 몽골에서 의회 의원 선출을 위한 선거가 실시되었다. |  |      |
| 2020년 6월 24일 (수요일) |  | 편집 |

| 2020년 6월 24일 (수요일) |  | 편집 |

| \| 2020년 6월 25일 (목요일) \| \| 편집 \| |  |      |
| 보건 - 코로나바이러스감염증-19 범유행 - 대한민국의 0시 기준 확진자 수가 12,563명으로 집계되었다. 전날 0시 대비 28명이 늘었다. 사회 - 대한민국의 문재인 대통령이 경기도 성남시의 서울공항에서 진행된 한국 전쟁 70주년 기념식(추념식)에 참여, 기념사를 발표하였다. 스포츠 - 프리미어리그 2019-20: 잔여 경기와 상관없이 리버풀 FC의 시즌 우승이 확정되었다. |  |      |
| 2020년 6월 25일 (목요일) |  | 편집 |

| 2020년 6월 25일 (목요일) |  | 편집 |

| \| 2020년 6월 26일 (금요일) \| \| 편집 \| |  |      |
| 무력 충돌과 공격 - 영국 글래스고의 파크 인 호텔(Park Inn Hotel)에서 칼부림이 발생, 최소 6명이 숨졌다. 용의자는 현장에서 경찰에 의하여 사살되었다. 보건 - 코로나바이러스감염증-19 범유행 - 대한민국의 0시 기준 확진자 수가 12,602명으로 집계되었다. 전날 0시 대비 39명이 늘었다. |  |      |
| 2020년 6월 26일 (금요일) |  | 편집 |

| 2020년 6월 26일 (금요일) |  | 편집 |

| \| 2020년 6월 27일 (토요일) \| \| 편집 \| |  |      |
| 보건 - 코로나바이러스감염증-19 범유행 - 대한민국의 0시 기준 확진자 수가 12,653명으로 집계되었다. 전날 0시 대비 51명이 늘었다. 정치와 선거 - 아이슬란드의 대통령: 아이슬란드에서 대통령 선거가 실시되었다. 선거 결과 그뷔드니 소를라시위스 요한네손 대통령이 당선, 연임이 결정되었다. - 말라위의 대통령 목록: 말라위에서 대통령 선거가 실시, 라자루스 차퀘라(Lazarus Chakwera)가 당선되었다. - 아일랜드의 총리: 아일랜드의 새 총리로 마이클 마틴이 선출되었다. |  |      |
| 2020년 6월 27일 (토요일) |  | 편집 |

| 2020년 6월 27일 (토요일) |  | 편집 |

| \| 2020년 6월 28일 (일요일) \| \| 편집 \| |  |      |
| 경제와 비즈니스 - 미국 2위의 천연가스 생산 업체로 셰일가스 개발을 주도해온 체서피크(Chesapeake Energy)가 계열사 30여개사와 함께 파산 보호를 신청하였다. 체서피크는 최근의 감염증 유행으로 인한 수요 급감 및 채산성 악화로 유동성 압박을 받아온 것으로 알려졌다. 보건 - 코로나바이러스감염증-19 범유행 - 전 세계 확진자 수가 1,000만 명을 넘어섰다. 2019년 12월 31일, 중화인민공화국 당국이 후베이성 우한에서의 원인 미상 폐렴 환자 발생을 세계보건기구(WHO)에 보고한지 179일 만이다. 지금까지 누적 확진자 수는 10,057,565명, 사망자 수는 500,382명으로 집계되었다. - 대한민국의 0시 기준 확진자 수가 12,715명으로 집계되었다. 전날 0시 대비 62명이 늘었다. 정치와 선거 - 2020년 폴란드 대통령 선거: 폴란드에서 대통령 선출을 위한 선거가 실시되었다. |  |      |
| 2020년 6월 28일 (일요일) |  | 편집 |

| 2020년 6월 28일 (일요일) |  | 편집 |

| \| 2020년 6월 29일 (월요일) \| \| 편집 \| |  |      |
| 무력 충돌과 공격 - 파키스탄 카라치의 증권거래소가 공격을 받아 최소 6명이 숨졌다. - 유엔 안전 보장 이사회(안보리)는 말리에서 수행 중인 유엔 말리 다각적 통합 안정화 임무(MINUSMA)의 임무 기한을 2021년 6월 30일까지 연장하는 결의안을 채택하였다. 보건 - 코로나바이러스감염증-19 범유행 - 대한민국의 0시 기준 확진자 수가 12,757명으로 집계되었다. 전날 0시 대비 42명이 늘었다. 사고 - 방글라데시 다카의 부리강가강(Buriganga River)에서 선박 충돌 사고로 최소 23명이 숨지고, 수십 여 명이 실종되었다. 사고가 난 페리 선박은 큰 배와 부딪혀 뒤집힌 것으로 알려졌다. 사회 - 대한민국의 최저임금: 대한민국의 최저임금위원회는 업종별 최저임금 차등 적용에 대한 표결 결과, 위원 27명(노동자위원, 사용자위원, 공익위원 각각 9명)이 모두 표결에 참여, 반대 14표, 찬성 11표, 기권 2표로 부결되었다고 밝혔다. 6월 29일인 최저임금 결정 법정 시한을 넘긴 가운데, 1988년 관련 제도 도입이후 지난해까지 32년간 법정 시한 내에 결정된 경우는 8번에 불과하며, 최근 10년 동안 법정 시한에 맞추어 결정한 것은 2015년 한 차례인 것으로 알려졌다. 정치와 선거 - 대한민국 제21대 국회: 정보위원회를 제외한 11개 상임위원회 위원장이 선출, 18개 상임위원회 중 17개 상임위원회의 위원장이 선출되었다. |  |      |
| 2020년 6월 29일 (월요일) |  | 편집 |

| 2020년 6월 29일 (월요일) |  | 편집 |

| \| 2020년 6월 30일 (화요일) \| \| 편집 \| |  |      |
| 문화와 예술 - 만화가 조석의 웹툰 《마음의소리》가 완결되었다. 이 작품은 2006년 9월 8일에 연재를 시작하였으며, 같은 이름의 애니매이션과 시트콤 등으로 제작되기도 하였다. 보건 - 코로나바이러스감염증-19 범유행 - 대한민국의 0시 기준 확진자 수가 12,799명으로 집계되었다. 전날 0시 대비 42명이 늘었다. |  |      |
| 2020년 6월 30일 (화요일) |  | 편집 |

| 2020년 6월 30일 (화요일) |  | 편집 |

| <           | 2020년 6월    | 2020년 6월 | 2020년 6월 | 2020년 6월 | 2020년 6월 | >          |
| 일          | 월            | 화         | 수         | 목         | 금         | 토         |
|             | 1 윤4.10 을해 | 2 11 병자  | 3 12 정축  | 4 13 무인  | 5 14 기묘  | 6 15 경진  |
| 7 16 신사   | 8 17 임오     | 9 18 계미  | 10 19 갑신 | 11 20 을유 | 12 21 병술 | 13 22 정해 |
| 14 23 무자  | 15 24 기축    | 16 25 경인 | 17 26 신묘 | 18 27 임진 | 19 28 계사 | 20 29 갑오 |
| 21 5.1 을미 | 22 2 병신     | 23 3 정유  | 24 4 무술  | 25 5 기해  | 26 6 경자  | 27 7 신축  |
| 28 8 임인   | 29 9 계묘     | 30 10 갑진 |            |            |            |            |

| - 2020년 - 5월 - 6월 - 7월 - 6월 28일: 폴란드 대통령 선거 편집하기 |